# Horst Lichter
Horst Lichter (Nettesheim, 15 januari 1962) is een Duitse presentator, tv-kok en kookboekauteur. Soms treedt hij ook op op het podium als entertainer.

## Jeugd en opleiding
Horst Lichter groeide op als kind van een mijnwerker in het Rijnlands bruinkoolgebied in Gill, een stadsdeel van Rommerskirchen. Als veertienjarige startte hij bij Lutz Winter in hotel-restaurant Alte Post in Bergheim een driejarige opleiding tot kok. Omdat hij moeite had met de manier van spreken in commerciële keukens en de fixatie op omzet en winst, was hij na enkele betrekkingen als jonge kok werkzaam in Mönchengladbach en Keulen en als arbeider in een brikettenfabriek. Reeds op 19-jarige leeftijd trouwde hij en geraakte door de aankoop van een huis in financiële problemen. Hij was gedwongen, naast de diensten in de mijnbouw, ook nog vijf dagen per week op een schrootplaats te werken. Als 26-jarige had hij zijn eerste beroerte en op 28-jarige leeftijd kreeg hij zijn tweede, samen met een hartinfarct, waarna hij bekend maakte in het programma van Johannes B. Kerner op 21 februari 2007, een bijna-doodervaring te hebben gehad. Tijdens het daaropvolgende verblijf in de Reha-kliniek besloot hij, zijn leven wezenlijk te veranderen.
In januari 1990 opende hij, naast zijn werk in de brikettenfabriek, een restaurant in een voormalige danszaal en vroegere autowerkplaats in Rommerskirchen-Butzheim. Dit werd bekender en in 1995 werd de naam veranderd in Oldiethek. Het object werd gekarakteriseerd door de verzamelwoede van Lichter. In het lokaal bevonden zich auto's, motorfietsen, antiquiteiten, spulletjes en kitsch. De warme spijzen werden door Lichter zelf in een Vlaamse kolenoven bereid voor de ogen van de gasten. Een menukaart was er niet. Hij prees 's avonds verschillende menu's aan, waaruit de gasten konden kiezen. Een middageten werd niet aangeboden. Nadat Lichter naar aanleiding van zijn verdere toenemende activiteiten niet meer regelmatig in de Oldiethek kon koken, werd het restaurant aan het eind van 2010 gesloten. Het gebouw werd naderhand in lege toestand verkocht.

## Als tv-kok en presentator
Met de televisie kwam Lichter voor de eerste keer in contact, nadat de WDR een uitzending produceerde over zijn zaak. Landelijk werd hij bekend door zijn optredens in de kookshow van Johannes B. Kerner. Ook bij de daaropvolgende show Lanz kocht! bij het ZDF was hij regelmatig te gast.
Van 2006 tot 2017 was hij presentator en kok van het ZDF-programma Lafer! Lichter! Lecker!, dat hij samen met zijn tv-partner Johann Lafer en verschillende prominenten en gasten presenteerde. In januari 2008 startte het ZDF vervolgens met de reeks Die Küchenschlacht, waarin Lichter als presentator en jurylid meewerkte. In oktober en november 2009 presenteerde hij bij het ZDF telkens het programma Aber bitte mit Sahne. Hierin waren prominenten als Mike Krüger (oktober) en Andrea Kiewel (november) te gast. In januari 2011 fungeerde hij als vakantie-uithulp voor Steffen Henssler bij de show Topfgeldjäger bij het ZDF.
In maart 2012 startte bij de WDR de programmareeks Lichters Schnitzeljagd, waarin Lichter met een zijspanmotor door Noordrijn-Westfalen trekt en mensen bezoekt om samen hun lievelingsgerechten te koken. In de eerste zeven seizoenen werden 29 afleveringen uitgezonden. Sinds 2013 presenteert Lichter het tv-programma Bares für Rares bij het ZDF resp. ZDFneo.
In de zomer van 2013 presenteerde Lichter samen met Mirjam Weichselbraun en Johann Lafer bij het ZDF Deutschlands größte Grillshow vanuit het Gerry Weber Stadion in Halle, waarin het beste prominente grill-team werd gezocht. In de zomer van 2014 werd de show als Die große Grillshow gecontinueerd. Deze keer werd het beste prominente Eurovisie-grillteam uit Duitsland, Oostenrijk en Zwitserland gezocht.
In oktober 2016 werd Koch im Ohr, met Horst Lichter als presentator, voor de eerste keer uitgezonden, waarin twee kookleken, met behulp van twee prominente profkoks, een gerecht koken. De kandidaten zijn met de zich in de cabine bevindende koks slechts met een oortje verbonden en kunnen ze niet horen. Ten slotte worden de beide maaltijden door een vakkundige expert geproefd en gewaardeerd.

## Reclame
Lichter heeft vanaf 2006 in samenwerking met de Bolten-brouwerij in Korschenbroich Lichters Lecker Bierchen ontwikkeld. In samenwerking met Maggi ontwikkelde hij een eigen lijn van soepen (zakjes), die in samenhang met zijn naam werden verkocht. Bovendien maakt hij reclame voor het vlees van grootwinkelbedrijf Kaufland. Het NDR-mediamagazine Zapp gebruikt het voorbeeld van Lichter om aan te tonen, hoe tv-koks hun in de kookshows opgebouwde geloofwaardigheid gebruiken, om industriële ingrediënten door middel van imagetransfers de schijn van hogere kwaliteit te toe te kennen.
Samen met de pijpfabrikant Vauen werden gelimiteerde pijpcollecties en tabak onder zijn naam verkocht.

## Privéleven
Lichter heeft twee kinderen uit zijn eerste huwelijk, een derde kind overleed als zuigeling. Uit een verdere relatie werd een dochter geboren. In zijn derde huwelijk is hij getrouwd met Nada en woont in Badenweiler. Zijn hobby's zijn motorfietsen en automobielen, in het bijzonder oldtimers en youngtimers.

## Onderscheidingen
In 2007 kreeg Horst Lichter samen met Johann Lafer de Saure Gurke, een mediaprijs voor een bijzonder vrouwonvriendelijk tv-programma (Lafer! Lichter! Lecker!, 18 augustus 2007), waarin Lichter aanwezige vrouwen als nougatgevulde marsepeinpralines op twee benen betitelde. Zijn collega, de hoofdkokkin Cornelia Poletto, ervoer dit eerder als een compliment, wat ze in het programma Kochen bei Kerner in december 2007 bekend maakte.
- 2008: Goldene Schlemmer-Ente
- 2009: Bart des Jahres
- 2010: Georg-Scheu-Plakette van de stad Alzey en de Landkreis Alzey-Worms
- 2011: Pfeifenraucher des Jahres van het Tabak Forum
- 2014 Goldene Kamera als Beste tv-kok